# Stadthallenbrücke

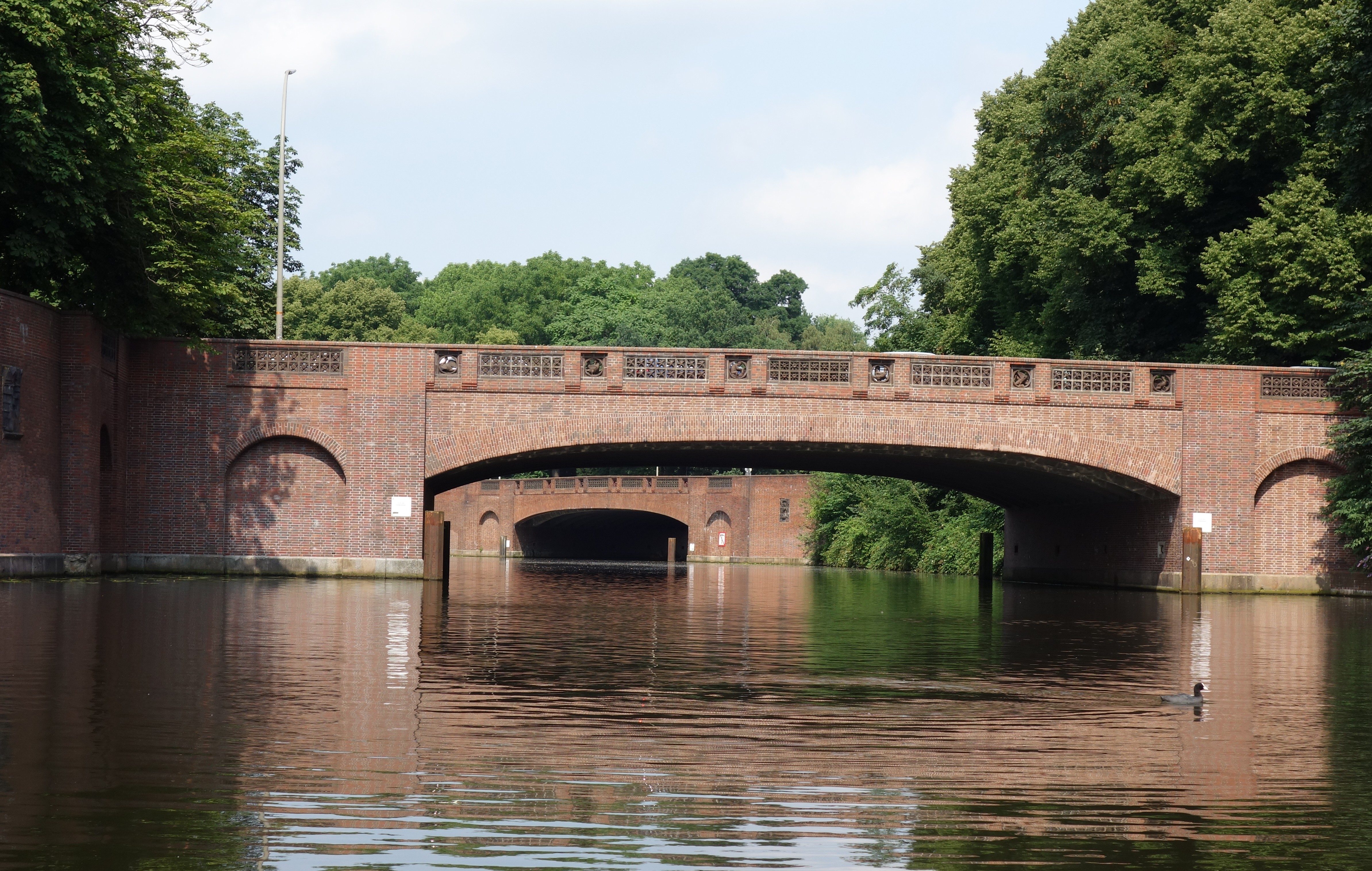
Stadthallenbrücke, dahinter die Saarlandbrücke

Die Stadthallenbrücke ist eine Straßenbrücke in Hamburg-Winterhude, die in der Nähe des Hamburger Stadtparks über den Goldbekkanal führt. Sie wurde zwischen 1914 und 1916 unter dem Oberbaudirektor Fritz Schumacher errichtet und ist mit der Nummer 22022 in der Denkmalliste der Hamburger Kulturbehörde verzeichnet.

## Name
Die Stadthallenbrücke ist nach der Hamburger Stadthalle benannt. Die Stadthalle wurde im Jahr 1943 durch Bombentreffer stark beschädigt und dann zwischen 1951 und 1952 abgerissen.
Die Stadthallenbrücke ist 21,90 m lang. Sie trägt die Brückennummer 271 und die Bauwerksnummer 2426 449.

## Bau und Gestaltung
Die bauliche Neugestaltung des Hamburger Stadtparks hatte Fritz Schumacher bereits zu seiner Zeit als Professor an der Dresdner Kunstgewerbeschule konzipiert. Die Möglichkeit der Umsetzung seiner Pläne war seinen Angaben nach  ein Grund für seinen Wechsel als Baudirektor nach Hamburg. Die Stadthallenbrücke bildet mit dem umgebenden Mauerwerk entlang des Ufers ein Ensemble mit der gegenüberliegenden Saarlandstraßenbrücke (auch Saarlandbrücke).

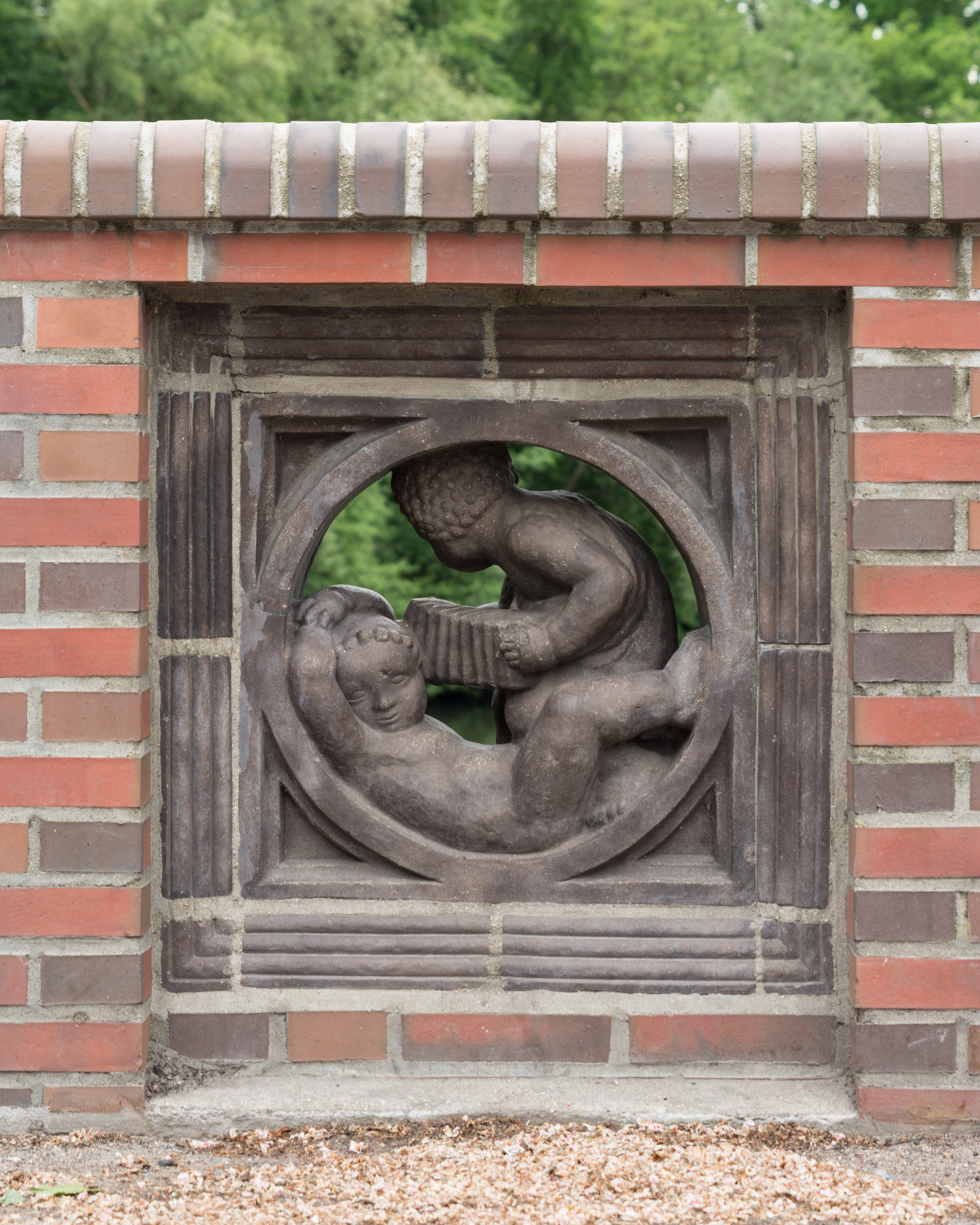
Putten
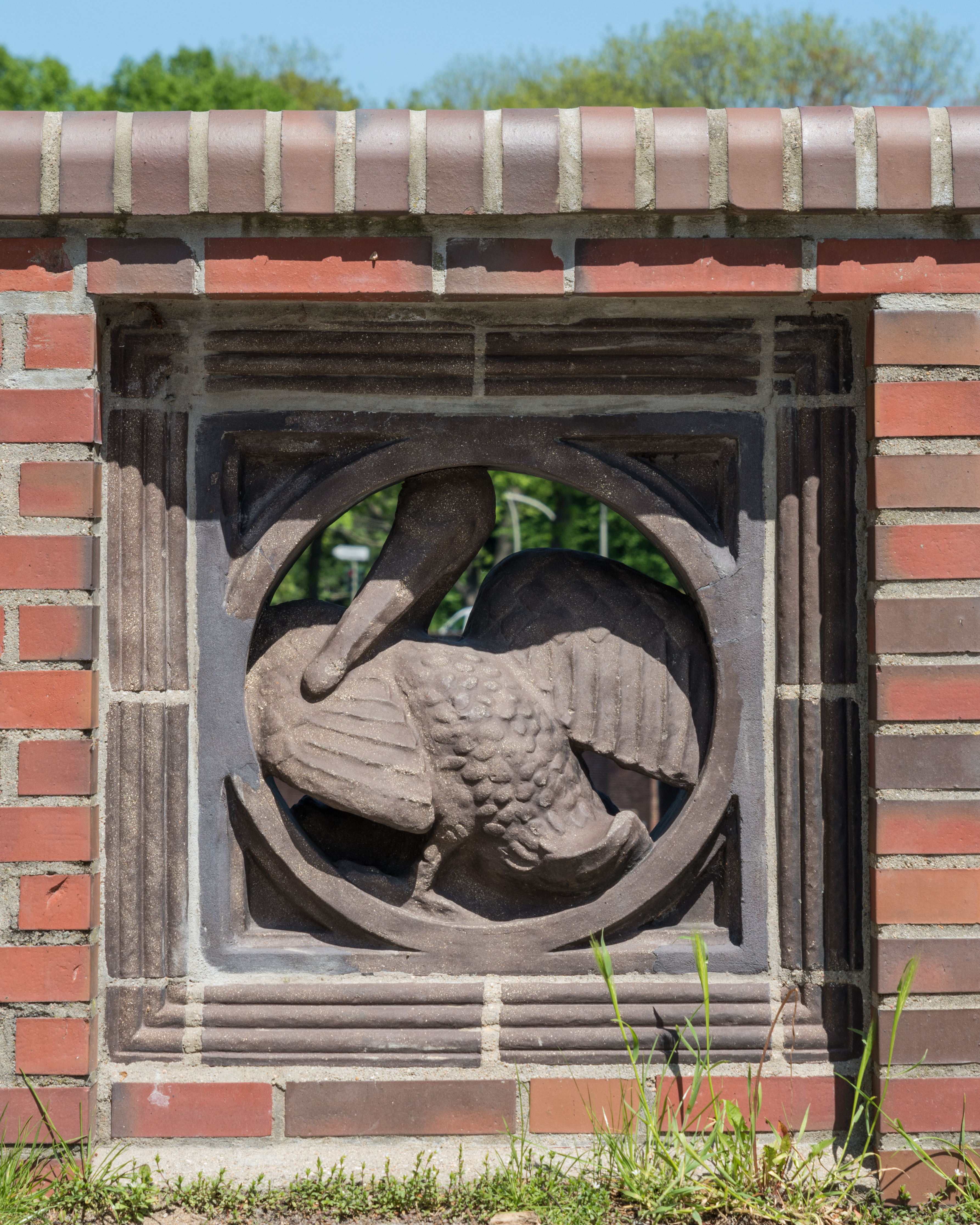
Pelikan
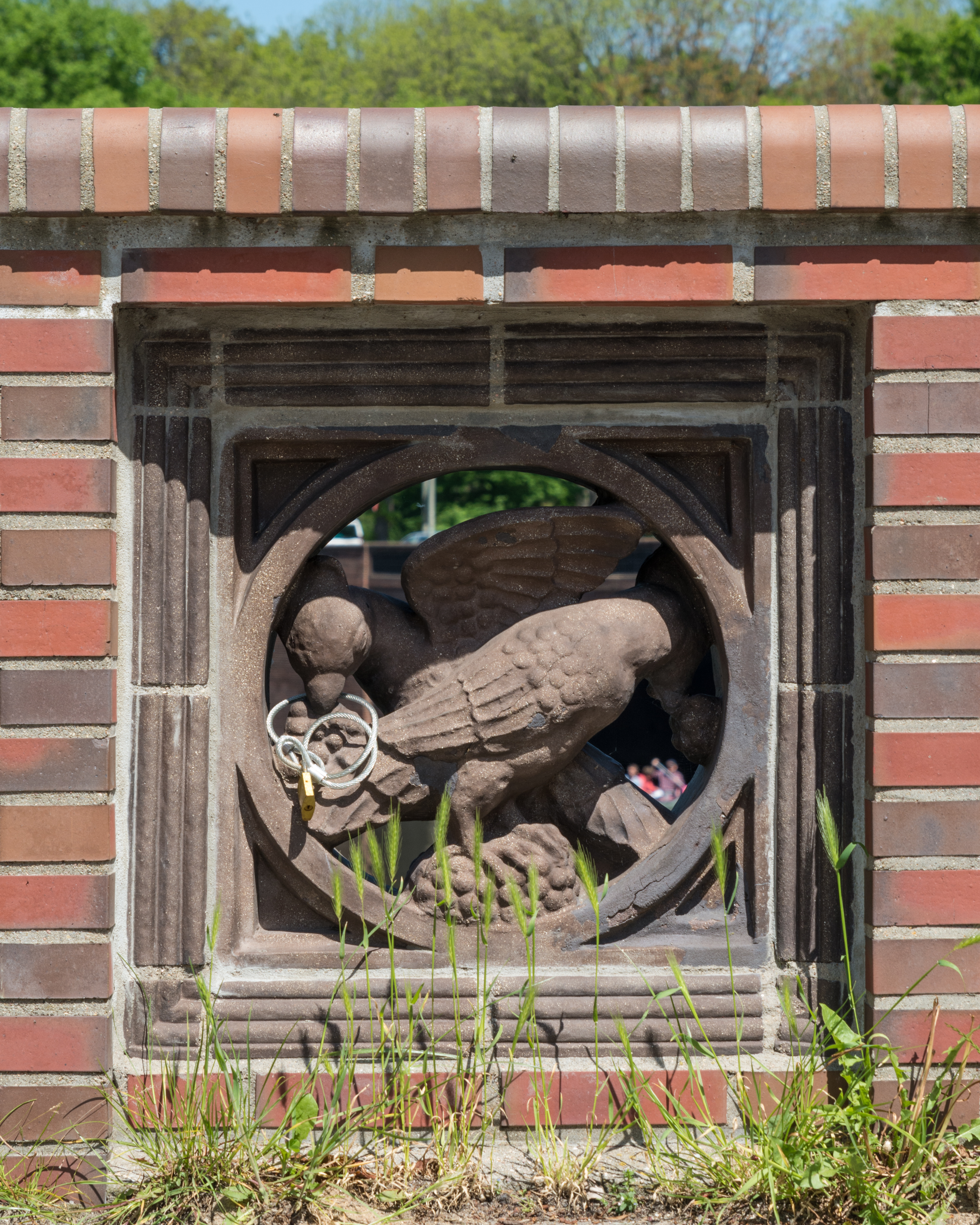
Tauben
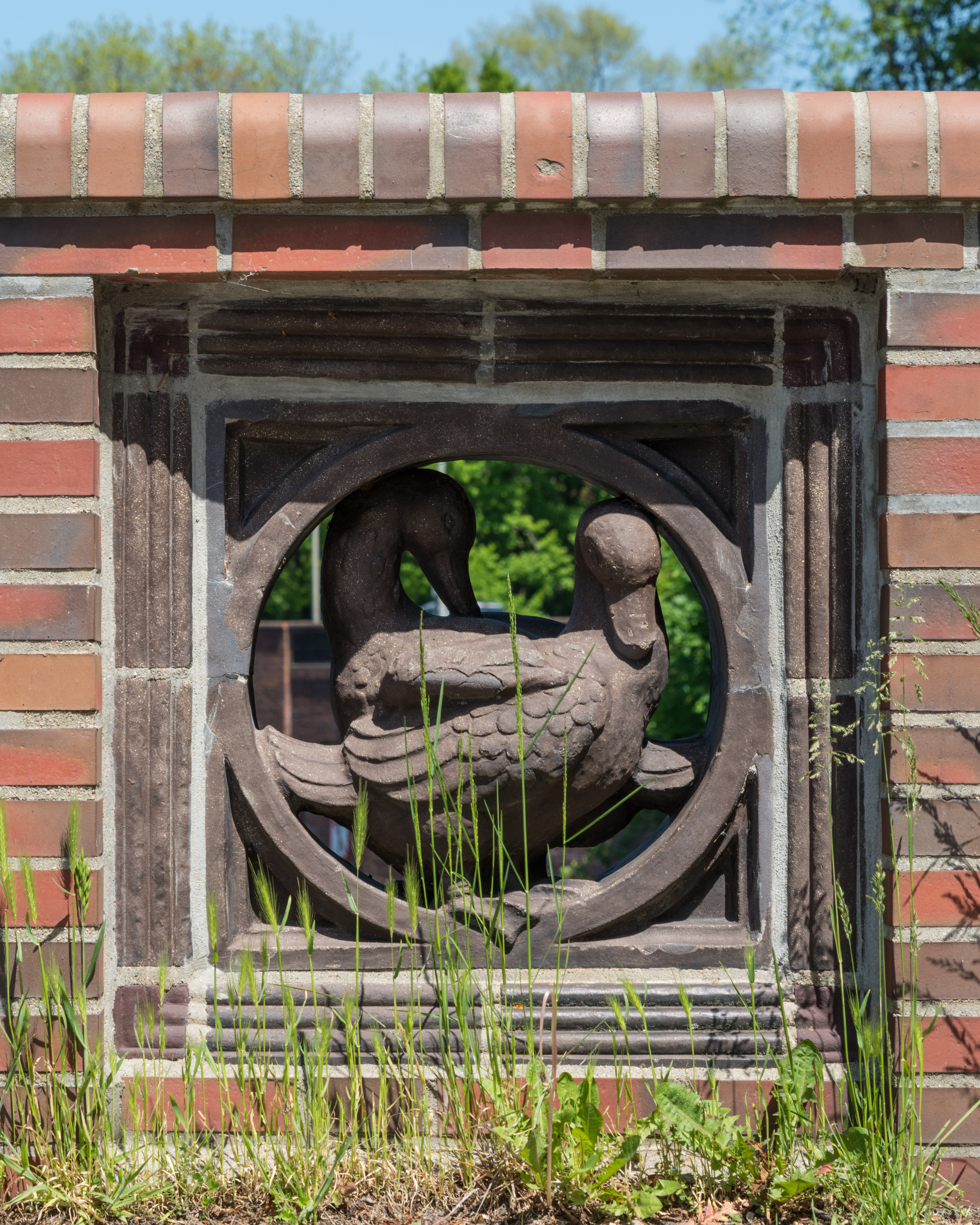
Enten
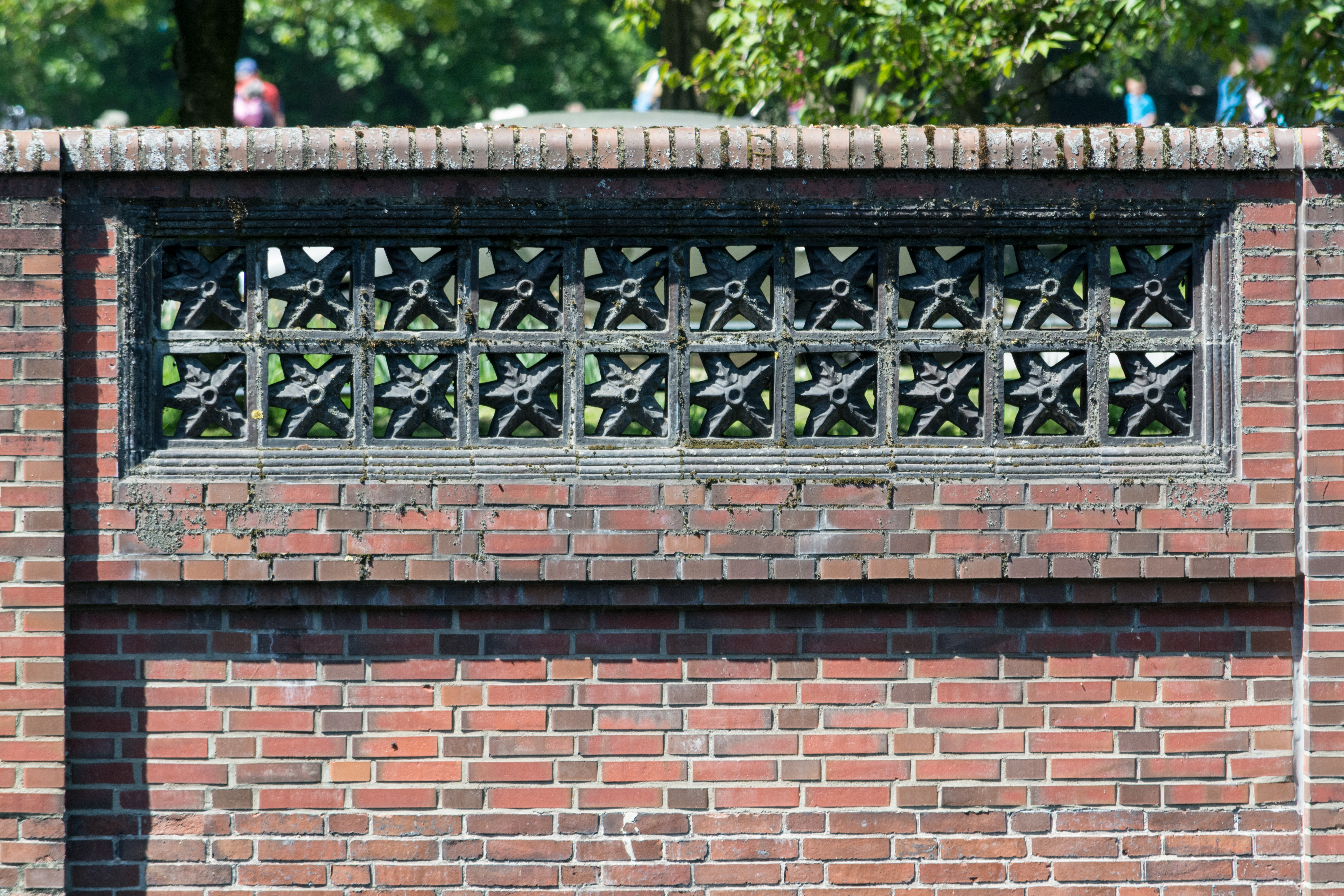
Geländer

Die Klinker-Keramiken des Brückengeländers stammen von dem Baukeramiker Richard Kuöhl, der auch für die Gestaltung der Fassade der Stadthalle verantwortlich war. Schumacher hatte Kuöhl an der Dresdner Kunstgewerbeschule kennengelernt und beauftragte ihn in seiner Zeit als Hamburger Oberbaudirektor regelmäßig mit der Gestaltung von Verzierungen an neu errichteten Bauwerken.